# Carl-Spitzweg-Gymnasium

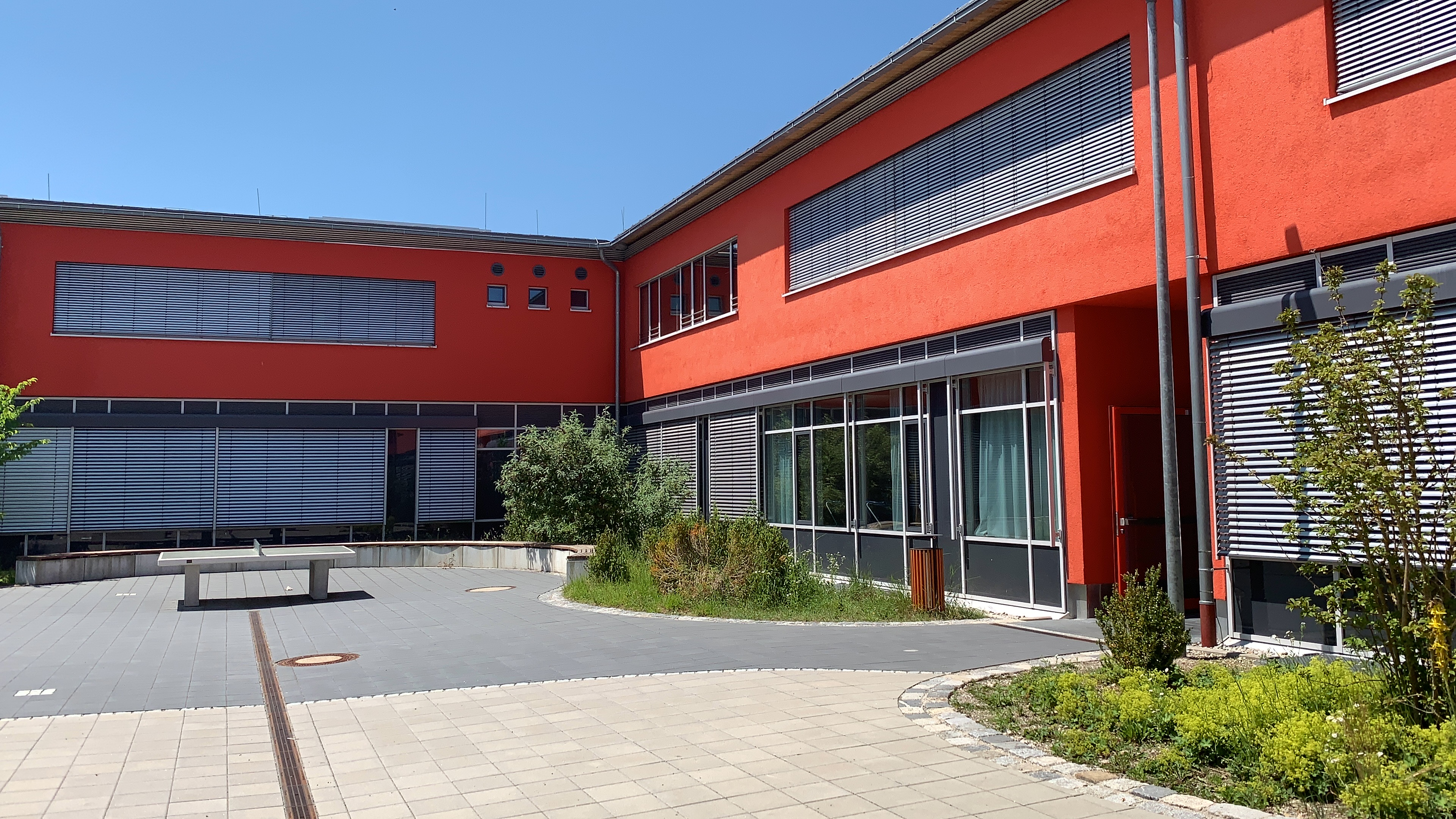
Innenhof des Carl-Spitzweg-Gymnasiums

Das Carl-Spitzweg-Gymnasium ist ein naturwissenschaftlich-technologisches, sprachliches und musisches Gymnasium in Germering. Es befindet sich in kommunaler Trägerschaft des Landkreises Fürstenfeldbruck.

## Lage
Das Gymnasium befindet sich in Unterpfaffenhofen, dem westlichen Ortsteil der Stadt Germering. Nebenan befinden sich die staatliche Realschule Unterpfaffenhofen, die Sporthalle des TSV/SCUG und die staatliche Fachoberschule.

## Namensgebung
Das Gymnasium erhielt seinen Namen nach dem deutschen Maler Franz Carl Spitzweg, dessen Vater aus dem Dorf Unterpfaffenhofen stammte. In diesem Ortsteil von Germering befindet sich heute die Schule.

## Fremdsprachen
Die Schule bietet mehrere Fremdsprachen an:
Englisch  wird als erste Fremdsprache angeboten; außerdem kann an der Schule das Cambridge Certificate in Advanced English (CAE) erworben werden.
Latein kann als zweite Fremdsprache gewählt werden. Das große und kleine Latinum können erworben werden.
Französisch kann als zweite Fremdsprache gewählt werden, des Weiteren ist es möglich, die DELF-Prüfung abzulegen.
Spanisch kann als dritte oder spätbeginnende Fremdsprache (ab Jahrgangsstufe 10) gewählt werden, es ist möglich, die DELE-Prüfung abzulegen.
Italienisch kann als spätbeginnende Fremdsprache gewählt werden.

## Förderverein
Der Förderverein der „Spitzwegianer“ unterstützt die Schule finanziell und mit ehrenamtlicher Arbeit.

## Berufsinformation
Die Berufsinformationsmesse der Germeringer weiterführenden Schulen wird jährlich im Carl-Spitzweg-Gymnasium und der benachbarten Realschule veranstaltet.

### Bewerbungstraining und Betriebspraktikum
Die Schule bietet Schülern der achten Klassen an, am Boys’ Day oder Girls’ Day teilzunehmen. Ziel des Boys’ Day ist es, männliche Jugendliche an sogenannte „Frauenberufe“ heranzuführen. Als Frauenberuf gelten dabei jene Berufe, bei denen einen Männeranteil von unter 30 % herrscht. Das Ziel des Girls’ Day ist es, weibliche Jugendliche an „Männerberufe“ heranzuführen.
Das Gymnasium organisiert jährlich ein einwöchiges Betriebspraktikum für Schüler der neunten Klassen. Die Schüler müssen sich den Betrieb selbst aussuchen und auch eine Bewerbung verfassen. Die Schüler sind in dieser Zeit vom Unterricht befreit und erhalten im Vorfeld ein Bewerbertraining des Kreisjugendrings Fürstenfeldbruck.

## Angebote
Die Schülermitverantwortung (SMV) ist für die Interessen der Schüler zuständig und organisiert Projekte und Veranstaltungen, die den Umgang der Schüler untereinander fördern sollen. Jährlich findet die sogenannte „Nikolausaktion“ statt, bei der es den Schülern möglich ist, Fairtrade-Schokoladennikoläuse an Mitschüler des CSGs, der staatlichen Realschule oder des Max-Born-Gymnasium Germering zu verschenken.
Die Schule bietet die mehrfach ausgezeichnete Schülerzeitung SPITZ für interessierte Schüler an.
Jährlich findet in der Kirche St. Johannes Bosco ein Weihnachts- und in der Stadthalle Germering ein Sommerkonzert der Schule statt.
Die Schule bietet den Schülern der fünften bis zwölften Klassen die Teilnahme an Wettbewerben wie Känguru der Mathematik, dem europaweiten Englischwettbewerb The Big Challenge oder dem Wettbewerb gegen das Rauchen „Be Smart – Don’t Start“ an. Die Klassen des NT-Zweigs sowie der Informatikkurs in der Q-Phase nehmen regelmäßig am Informatik-Biber teil.

### Wahlkurse
Die Schule bietet unter anderem die folgenden Wahlkurse an:
- Bereich Musik:
  - Chor
  - Orchester
  - Big Band
  - Schulband
- Bereich Deutsch:
  - Theater
  - Schülerzeitung
  - Bibliotheksbetreuung
  - Team der Lehrmittelbücherei
  - Deutsch als Zweitsprache
- Bereich Natur-/Geowissenschaften:
  - Forscherklasse Jgst. 5 und 6
  - Umweltgruppe
  - Astrokids
  - Geographie
- Bereich Technik / Informatik:
  - Schul-IT
  - Technikteam
  - Schulhomepage
  - Foto-AG
- Bereich differenzierter Sport:
  - Eishockey
  - Fußball
  - Bewegungskünste
- weitere Angebote:
  - Schule ohne Rassismus
  - Fair Trade
  - Schach
  - Schulentwicklung/Schulprofil
  - Mediation
  - Schulsanitäter
  - Politisches Meetup

### Klassenfahrten
Für die Schüler der fünften Jahrgangsstufe findet meist am Schuljahresanfang ein einwöchiger Aufenthalt im Schullandheim statt. Den Schülern der sechsten und siebten Jahrgangsstufe ist es im Januar oder im März möglich, die einwöchige Wintersportwoche zu besuchen. Die neunten Klassen nehmen an Studienfahrten oder Schüleraustauschen teil, diese gehen unter anderem nach England, Straßburg, Rom oder Garmisch-Partenkirchen. Die zehnten Klassen fahren für eine Woche nach Berlin, um sich politisch weiterzubilden.

## Schüleraustausch
Für ein paar Schüler der zehnten Klasse findet im Zwei-Jahres-Rhythmus ein Austausch in die USA oder nach Chile statt.

## Auszeichnungen
2014, 2017, 2020 und 2023 wurde die Schule vom Bayerischen Staatsministerium für Unterricht und Kultus als „MINT-Freundliche Schule“ ausgezeichnet. 2019 erhielt das Carl-Spitzweg-Gymnasium zusätzlich das Label „Digitale Schule“. Außerdem zählt sie seit Juli 2015 zum deutschlandweiten Verband der Fairtrade-Schulen. Sie wurde auch als Schule ohne Rassismus – Schule mit Courage ausgezeichnet.

## Bekannte Absolventen
- Peter Brugger (* 1972), Sänger der Band Sportfreunde Stiller (Abitur 1992)
- Raphael Gharany (* 1988), Boulespieler (Abitur 2009)
- Lena Dürr (* 1991), Slalomfahrerin (Abitur 2011)[22]